# Storflyn (Frostvikens socken, Jämtland, 717324-145307)
Storflyn är en sjö i Strömsunds kommun i Jämtland och ingår i Ångermanälvens huvudavrinningsområde. Sjön har en area på 0,471 kvadratkilometer och ligger 479,1 meter över havet. Storflyn ligger i Frostvikenfjällen Natura 2000-område. Sjön avvattnas av vattendraget Sjoutälven.

## Delavrinningsområde
Storflyn ingår i det delavrinningsområde (717482-145327) som SMHI kallar för Utloppet av Storflyn. Medelhöjden är 580 meter över havet och ytan är 9,5 kvadratkilometer. Räknas de 31 avrinningsområdena uppströms in blir den ackumulerade arean 167,07 kvadratkilometer. Sjoutälven som avvattnar avrinningsområdet har biflödesordning 3, vilket innebär att vattnet flödar genom totalt 3 vattendrag innan det når havet efter 290 kilometer. Avrinningsområdet består mestadels av skog (85 procent). Avrinningsområdet har 0,46 kvadratkilometer vattenytor vilket ger det en sjöprocent på 4,8 procent.